# Miro Company
 (novembre 2021).
Miro Company était un éditeur de jeux de société français, diffusant des jeux très connus comme Monopoly, Cluedo ou Risk.

## Historique
La société Miro Company est fondée à Paris en 1936 par un Russe de Riga, Fred Mirowitch, et un Américain de Londres, Leo J. Frankenthal. En 1950, Miro change de mains : Mirowitch et Frankenthal revendent l'affaire à Michel Habourdin et Jean Boisseau. Des liens se nouent entre Miro Company et Parker Brothers pour la fabrication et la distribution des jeux Parker en France. De son côté, Parker Brothers prend sous licence la Conquête du Monde, devenu Risk aux USA. 
Miro Company devient en 1961 une société anonyme et accueille dans son capital cinq nouveaux associés : Parker Brothers, le fabricant de cartes à jouer anglais Waddington et d'autres actionnaires individuels. Petit à petit, Parker augmente sa part (notamment en rachetant celles de Waddington), de sorte que Miro Company devient une filiale de Parker Brothers. Et quand celui-ci est racheté par General Mills en 1968, Miro devient, en 1969, filiale du géant de l'agroalimentaire américain.
En 1972, Miro Company acquiert Meccano France S.A..
En 1980, Miro Company fusionne avec les sociétés Meccano France, Parker Brothers France, Capiépa, Lines Brothers France et S.G.C.T. et prend le nom de Miro-Meccano S.A. qui est absorbée en 1987 par Tonka Corporation, elle-même rachetée par Hasbro en 1991.

## Quelques jeux édités par Miro Company
- Monopoly, 1935, Charles Darrow
- Lexicon, 1936, David Whitelaw
- Royal Steeple Chase, 1939
- Cluedo, 1943, Anthony Pratt
- Ascot, 1946
- L'Oncle d'Amérique, 1946
- Rome et Carthage, 1951, Jean-René Vernes
- Risk, 1957, Albert Lamorisse et Jean-René Vernes
- Succès marque et modèle déposés breveté S.G.D.G , 1958
- Le panthéon de l'Europe marque et modèle déposés breveté S.G.D.G , 1960
- Formule « 1 », 1962
- Les Présidents Directeurs Généraux, 1967
- Probe, 1967
- Chefs-d'œuvre, 1970, Marvin Glass
- Diplomacy, 1976, Allan B. Calhamer (1re édition française)
- Jeu de 7 familles luxe AUTO-SPORT 42 voitures (année?)
- Matata jeu pour apprendre les tables de multiplications